# 2-й центральный научно-исследовательский институт Министерства обороны Российской Федерации
2-й центральный научно-исследовательский ордена Октябрьской революции Краснознамённый институт Министерства обороны Российской Федерации (2 ЦНИИ Минобороны России) — научный центр по разработке теории вооружения противовоздушной и воздушно-космической обороны Министерства обороны Российской Федерации, разрабатывающий навигационные приборы, системы управления, наведения и ориентации аппаратов наземного, воздушного и космического базирования. 
Расположен в Твери. 
1 декабря 2010 года институт присоединен к 4 ЦНИИ Минобороны России в качестве структурного подразделения — Научно-исследовательского центра противовоздушной обороны (НИЦ ПВО), 
1 марта 2014 года вошёл в состав создаваемого Центрального научно-исследовательского института Воздушно-космической обороны.
С 2004 года институт является научно-исследовательской базой по вопросам объединённой системы ПВО стран СНГ.

## История
Сформирован 1 сентября 1935 года в Евпатории как Артиллерийский стрелковый Комитет зенитной артиллерии РККА (АСК). В 1936 году туда же была передислоцирована Евпаторийская школа зенитной артиллерии, КУКС зенитной артиллерии при ней и 1170-й дивизион ПВО обеспечения учёбного процесса (позднее развёрнутый в 317-й зенап). 
Работа комитета в период войны была направлена на повышение эффективности зенитной артиллерии и велась непосредственно в частях действующих армий. В июле 1941 года АСК был передислоцирован на станцию Донгузская Чкаловской области, в июне 1942 года был преобразован в Стрелково-тактический Комитет зенитной артиллерии — научно-исследовательский орган главного управления ПВО территории страны, подчиненный непосредственно командующему ПВО территории страны, и переведен в Москву. 
По окончании Великой Отечественной войны был возвращен к месту постоянной дислокации в Евпаторию.
В 1947 году был преобразован в научно-исследовательский Институт стрельбы зенитной артиллерии Академии артиллерийских наук. В 1954 году институт был передан в подчинение командующему войсками ПВО. В 1947—1956 гг. в институте были разработаны основы теории оценки эффективности стрельбы средствами ПВО, опытно-теоретическая методика получения характеристик образцов вооружения, проведены испытания образцов зенитной артиллерии послевоенного периода. В результате проведенных работ был сделан вывод о необходимости перехода к новым принципам зенитной стрельбы, базирующимся на зенитных управляемых ракетах.
Научные разработки апробировались и внедрялись на 10-ти месячных курсах для командиров и начальников штабов частей зенитной артиллерии и радиотехнических войск из числа офицеров армий стран Варшавского договора.
В 1956 году правительством СССР было принято решение о создании специального НИИ Министерства обороны по разработке теоретических и практических проблем, концепций и доктрин построения ПВО страны.  В 1957 году был объединён с 9-м Научно-испытательным центром истребительной авиации ПВО (г. Курск), переименован во 2-й научно-исследовательский институт Войск ПВО и переведён в Калинин.
В задачи института министерством обороны было поставлено: системно подойти к исследованию перспектив развития вооружения ПВО, форм и способов его боевого применения, организации ПВО территории страны и Вооружённых Сил, активно участвовать в проектировании вооружения ПВО, его испытаниях, перевооружении войск на новую технику; развернуть работы в области формирования концепции и научно-технической доктрины построения противокосмической обороны страны. Начальником института был назначен генерал-лейтенант артиллерии С. Ф. Ниловский, заместителем начальника института по научно-исследовательской работе был назначен Я. И. Трегуб.
Задача разработки перспективных средств вооружения была успешно решена, и ряд конструкторских бюро начали реализовывать систему перехвата космических целей. К 1962 году появился проект многоразового авиационно-космического комплекса перехвата, в числе его авторов был О. А. Чембровский. Вскоре в НИИ-2 в соответствии с приказом главкома ПВО СССР маршала С. С. Бирюзова было создано самостоятельное Управление по космическим системам ПКО под руководством О. А. Чембровского, ставшее первым в СССР подразделением по противокосмической обороне в системе Министерства обороны.
Работы, проведённые в НИИ-2 под руководством Я. И. Трегуба, в Управлении по космическим системам ПКО, позволили Советскому Союзу создать систему контроля космического пространства (СККП). Одним из экспериментов при создании системы дальнего наведения одного космического объекта на другой стал двойной полёт космонавтов А. Г. Николаева и П. Р. Поповича 12-15 августа 1962 года, в ходе которого корабль Николаева (Восток-3) выполнял функцию цели, а корабль Поповича (Восток-4) — перехватчика.
Среди разработок института — системы невидимости самолётов Су-27 и Ту-160, участие в разработке ракетного комплекса «Искандер». В общей сложности, при участии института были приняты на вооружение 8 типов зенитных ракетных систем, 10 типов истребителей-перехватчиков, 32 комплекса средств автоматизации управления. С 2004 года является научно-исследовательской базой по вопросам объединённой системы противовоздушной обороны стран СНГ.
21 апреля 2022 года в НИИ-2 произошёл пожар третьего ранга сложности, площадь пожара составила 2500 м². Причиной называли аварийный режим работы электросети. По состоянию на 27 апреля опубликована информация о 20 погибших, более 20 пострадавших.

## Направления деятельности
На современном этапе развития основными направлениями деятельности института являются: разработка и усовершенствование нового поколения субмикроминиатюрных приборов, использующих технологию генерации сигналов ферромагнетиками: навигационных приборов, систем управления, наведения и ориентации микроминиатюрных аппаратов наземного, воздушного и космического базирования; системы безопасности объектов транспортных средств, систем связи, компьютерных сетей; автоматические микроминиатюрные средства контроля, охраны, сигнализации и наблюдения, наделённые элементами искусственного интеллекта.
Испытательный полигон центра используется для разработки систем невидимости перспективного авиационного комплекса фронтовой авиации и перспективного авиационного комплекса дальней авиации.

## Коллектив института
За всю историю института 35 сотрудникам были присуждены Государственные премии, свыше 400 удостоены Правительственных наград, научная школа института по разработке методологии экспериментально-теоретических исследований в интересах создания перспективного вооружения Воздушно-космической обороны выигрывала грант президента России пять раз.

### Начальники института
- 1957—1966 — гвардии генерал-лейтенант артиллерии С. Ф. Ниловский;
- 1966—1981 — генерал-лейтенант артиллерии Б. А. Королёв;
- 1981—1989 — генерал-лейтенант С. С. Сапегин;
- 1989—1999 — генерал-майор А. С. Сумин;
- 1999—2002 — генерал-майор А. Т. Силкин;
- 2002 — наст. время — генерал-майор С. В. Ягольников.

## Знаки отличия
- Орден Красного Знамени (1968 год);
- Орден Октябрьской Революции (1985 год);
- Вымпел Министерства обороны Российской Федерации За мужество, воинскую доблесть и высокую боевую выучку (2005 год)[16].